# カイ州
カイ州（カイしゅう、フランス語: La région de Kayes）はマリ共和国第1の州。面積は63,210km2、人口は約184万人（2022年国勢調査）。州都はカイ。

## 歴史
カイ州は19世紀初頭、カッソ王国の根拠地であった。
1855年、セネガル知事・ルイ・フェデルブはメディナに砦を築いた。1857年のカッソとフランスの戦争の際、この砦はエル・ハジ・オマル・タルに包囲された。
1892年、カイはフランス領スーダンの首府となった。1904年にダカール・ニジェール鉄道が敷設された際、カイを経由して作られた。当時の住民の生活に鉄道が重要な地位を占めていた様子が、ウスマン・センベーヌが1960年に発表した小説『Les bouts de bois de Dieu』に表現されている。
カイ州は1960年6月7日に創設された。2023年2月22日、州北東部がニオロ州として、南東部がキタ州として分離し、面積が縮小した。

## 地理

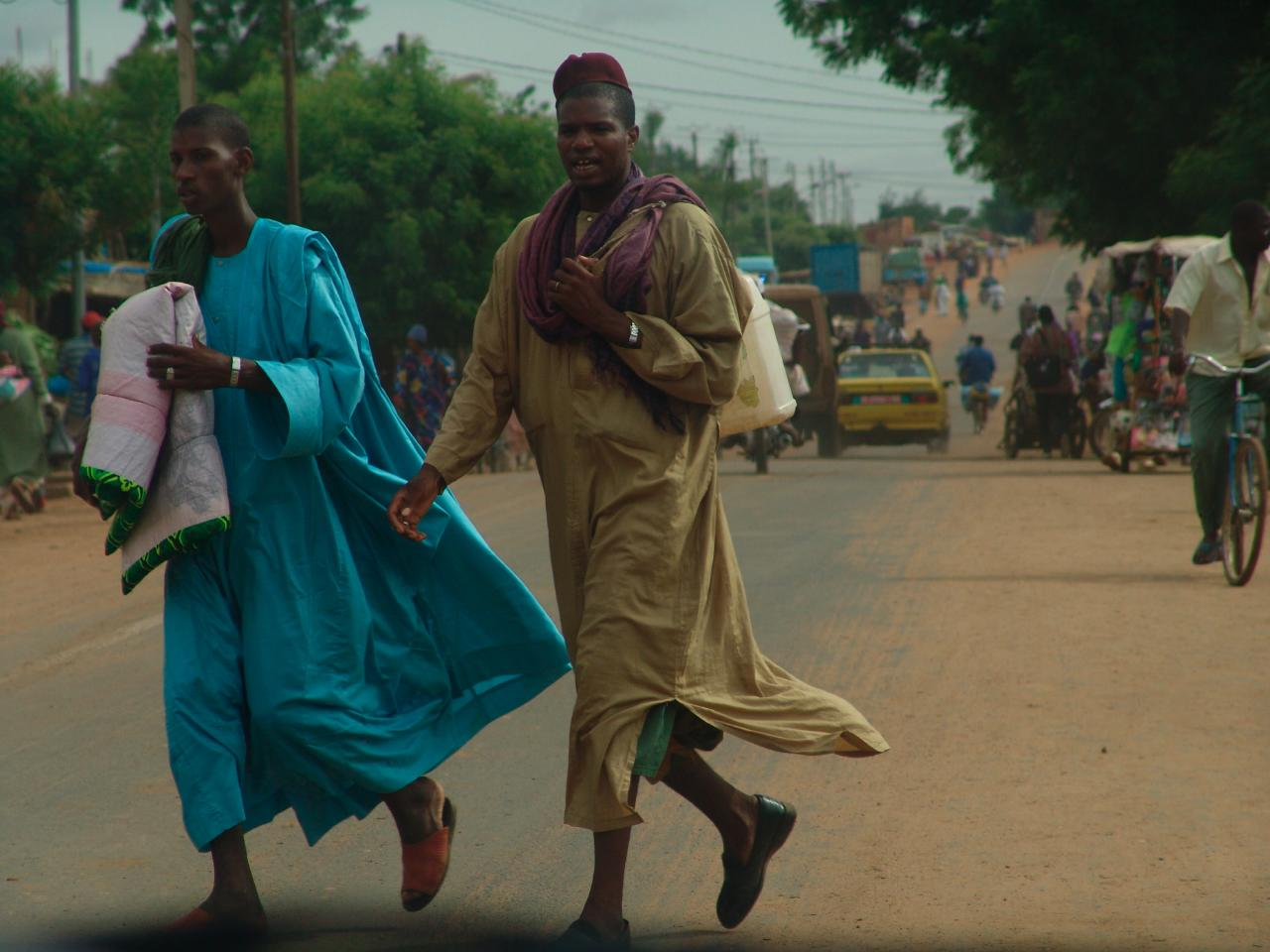
カイ市内

カイ州は北をモーリタニア、西をセネガル、南をギニア共和国と国境を接し、東はニオロ州およびキタ州と州境を接している。2009年国勢調査（2023年分割前）時点で1,996,812人の人口を有し、ソニンケ族、カソンケ族、マリンケ族、プル族が多くを占める。ボーレ川、バフィン川、バコイ川等の川があり、バフィン川とバコイ川はバフーラベで合流してセネガル川となる。フェルー滝（カイから4km）、ギナ滝（カイから南東100km）、タラリ峡谷、マギ湖、ドロ湖等の河川地形や湖沼を見ることができる。ギニア国境付近は多湿であり、スーダンの南限及びサヘルの北限となった。
バフィン国立公園が州内にある。

## 下部行政区画

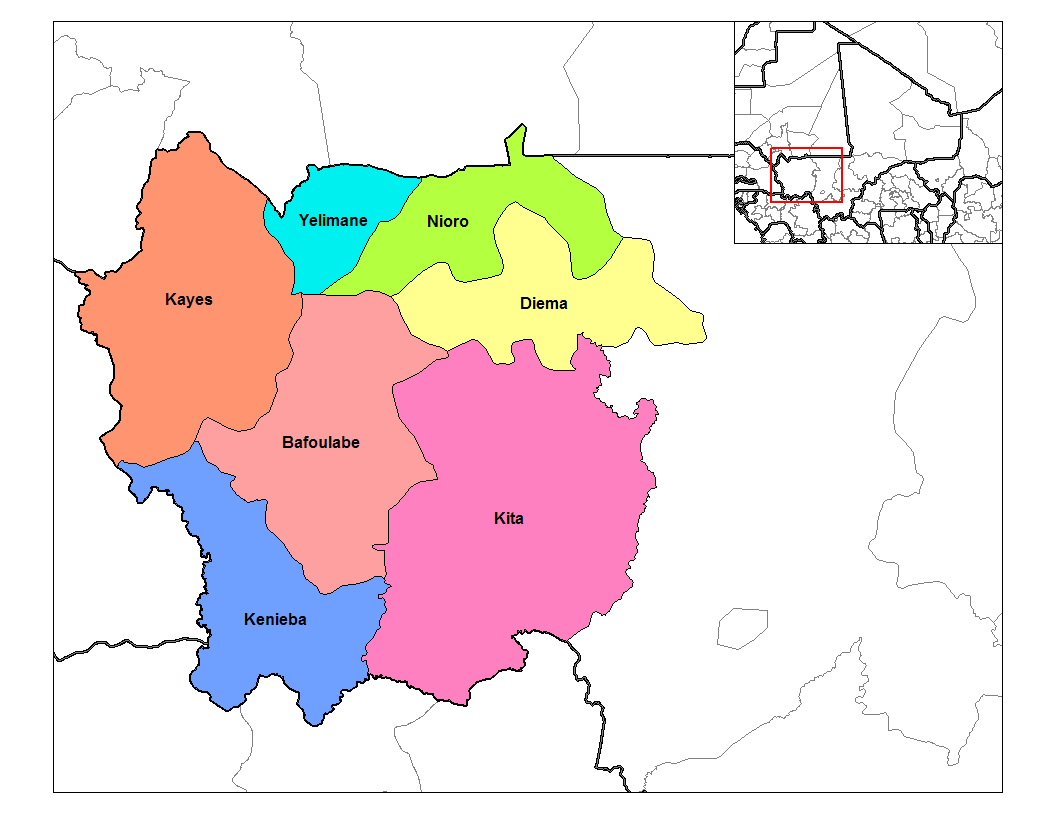
2023年以前のカイ州の圏

カイ州は10つの圏（Cercle）に分かれている。圏の下は33郡、65コミューン、963村・フラクスィオン・カルティエの順に細分化されている。
1. カイ圏（Kayes）
2. バフーラベ圏（Bafoulabé）
3. イェリマネ圏（Yélimané）
4. ケニエバ圏（Kéniéba）
5. アンビデディ圏（Ambidédi）
6. アウルー圏（Aourou）
7. ディアムー圏（Diamou）
8. ウッスビディアガナ圏（Oussoubidiagna）
9. セガラ圏（Ségala）
10. サディオラ圏（Sadiola）

2023年以前は以下の7つの圏に分かれていた。
1. カイ圏 --- カイ、サディオラ（英語版）
2. イェリマネ圏 --- イェリマネ（英語版）
3. バフーラベ圏 --- バフーラベ（英語版）
4. ケニエバ圏 --- ケニエバ（英語版）
5. キタ圏 --- キタ
6. ディーマ圏 --- ディーマ（英語版）
7. ニオロ・デュ・サエル圏 --- ニオロ・デュ・サエル

## 関連項目

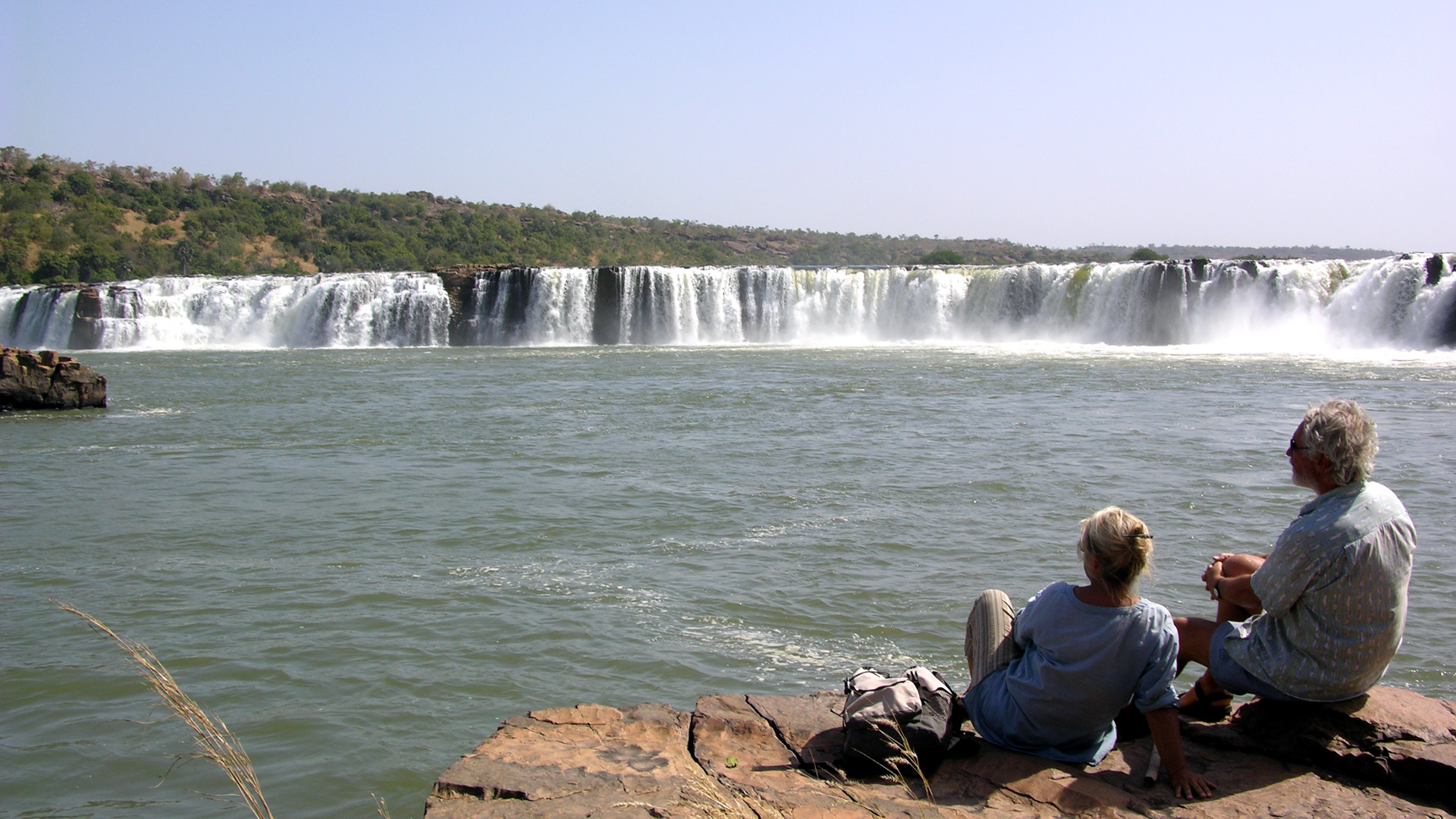
ギナ滝